# Composizioni di Emmanuel Chabrier

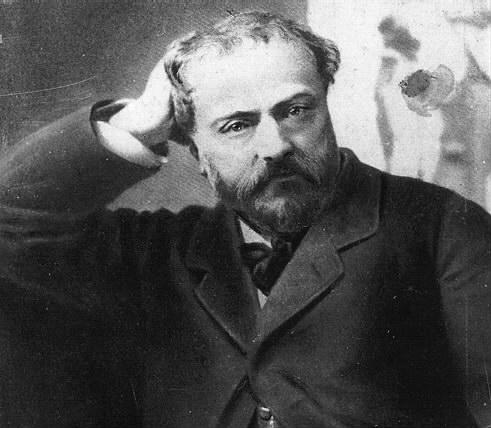
Emmanuel Chabrier in 1882

Questa è una lista delle composizioni del compositore francese Emmanuel Chabrier (1841–1894)

## Opere e operette
| Titolo                                                        | Genere         | Suddivisione | Libretto | Data della prima | Località, teatro                        | Note |
| ------------------------------------------------------------- | -------------- | ------------ | --- | ---------------- | --------------------------------------- | --- |
| Jean Hunyade                                                  | opera          | 4 atti       | Henri Fouquier |                  |                                         | composta nel 1867, incompleta, sopravvivono solo 62 pagine di manoscritto, frammenti utilizzati in Gwendoline e Briséïs |
| Le service obligatoire (con Jules Costé e René de Boisdeffre) | operetta buffa | 3 atti       | Marion, Henri Meilhac, Fournier-Sarloveze                                                                                                | 21 dicembre 1872 | Parigi, Cercle de l'Union artistique    | partitura persa |
| Fisch-Ton-Kan                                                 | opera buffa    | 1 atto       | Paul Verlaine e probabilmente Lucien Viotti, basata su Fich-Tong-Khan ou L'orphelin de la Tartarie di Thomas Sauvage e Gabriel de Lurieu | 31 marzo 1875    | Parigi, Cercle de l'Union Artistique    | composta nel 1863–1864, incompleta                                                                                      |
| L'étoile                                                      | opera buffa    | 3 atti       | Eugène Leterrier e Albert Vanloo | 28 novembre 1877 | Parigi, Théâtre des Bouffes Parisiens   | |
| Le Sabbat                                                     | opera comica   | 1 atto       | Paul Armand Silvestre |                  |                                         | composta nel 1877, incompleta, only some pages survive                                                                  |
| La Girondine                                                  | opera          |              | Jules Claretie |                  |                                         | composta nel 1878, lost or transferred to Les muscadins                                                                 |
| Une éducation manquée                                         | operetta       | 1 atto       | Eugène Leterrier e Albert Vanloo | 1 maggio 1879    | Parigi, Cercle de la Presse             | |
| Les muscadins                                                 | opera          | 4 atti       | Jules Claretie e Paul Armand Silvestre                                                                                                   |                  |                                         | composta nel 1880, incompleta, solo alcuni numeri sopravvivono nel manoscritto                                          |
| Gwendoline                                                    | opera          | 3 atti       | Catulle Mendès | 10 aprile 1886   | Brussels, La Monnaie/De Munt            | |
| Le roi malgré lui                                             | opera comica   | 3 atti       | Émile de Najac e Paul Burani, riveduta da Jean Richepin, basata su Le roi malgré lui di Marguerite-Louise Virginie Ancelot               | 18 maggio 1887   | Parigi, Opéra-Comique (Favart)          | |
| Briséïs, or Les amants de Corinthe                            | dramma lirico  | 3 atti       | Catulle Mendès e Ephraïm Mikaël, basata su Die Braut von Korinth di Goethe                                                               | 13 gennaio 1897  | Parigi, Concerts Lamoureux              | composta nel 1888–91, Atto 1 completo, alcuni abbozzi per l'Atto 2 e temi nel manoscritto                               |
| Vaucochard et fils 1er                                        | operetta       |              | Paul Verlaine e Lucien Viotti | 22 aprile 1941   | Parigi, Salle de l'Ancien Conservatoire | composta nel 1864, incompleta, solo quattro numeri sopravvissuti                                                        |

## Opere orchestrali
- Lamento (1875)
- Larghetto per corno e orchestra (1875)
- España, rapsodia per orchestra (1883; arrangiata dal compositore per due pianoforti. Numerosi altri arrangiamenti per pianoforte di altri compositori)
- Prélude pastoral and Joyeuse marche (1888; Orchestrazione di Chabrier di Prélude et marche française per pianoforte a 4 mani (1883/1885)).
- Suite pastorale (1888, orchestrazioni del compositore di quattro brani dai Pièces pittoresques per pianoforte)

## Opere per pianoforte
- Rêverie (1855)
- Julia, Grande Valse, Op. 1 (1857)
- Le scalp!!! (1861)
- Souvenirs de Brunehaut, Waltz (1862)
- Marche des Cipayes (1863)
- Suite des valses (1872)
- Impromptu in do maggiore (1873)
- Pas redoublé (Cortège burlesque) per pianoforte a 4 mani (1881)
- 10 Pièces pittoresques (1881)
- Trois valses romantiques per 2 pianoforti (1883) (orchestrati anche da Felix Mottl)
- Prélude et marche française per pianoforte a 4 mani (1883/5). Prélude orchestrato da Chabrier come Prélude pastoral, Marche française orchestrato come Joyeuse Marche (entrambi del 1888; l'ultimo riveduto nel 1890 ed anche arrangiato per piano solista)
- Habanera (1885, orchestrato sempre dal compositore nel 1888)
- Souvenirs de Munich, Quadriglia su temi preferiti di Tristan und Isolde per pianoforte a 4 mani (1885–86)
- Bourrée fantasque (1891; orchestrato da Felix Mottl nel 1898, Charles Koechlin, 1924, Robin Holloway (completamento dell'orchestrazione incompiuta di Chabrier), 1994)
- Cinq morceaux (postumo)
- Air de Ballet (postumo)

## Canzoni
- Nine Songs (1862) (Couplets de Mariette, L'Enfant, Ronde gauloise, Le Sentier sombre, Lied, Chants d'oiseaux, Sérénade, Adieux à Suzon, Ah! petit démon!)
- Le pas d'armes du roi Jean (Hugo) (1866)
- Ivresses! (Labarre) (1869)
- L'invitation au voyage (1870, poesia di Charles Baudelaire)
- Sérénade de Ruy Blas "À quoi bon entendre" (1873)
- Sommation irrespectueuse (1880, poesia di Victor Hugo)
- Tes yeux bleus (1883)
- Credo d'amour (1883)
- Chanson pour Jeanne (1886)
- 6 mélodies (1890) (Ballade des gros dindons, Villanelle des petits canards, Les Cigales, Pastorale des cochons roses, L'Île heureuse, Toutes les fleurs)
- Lied. Nez au Vent (posth.)

## Altre opere vocali
- Cocodette et Cocorico. Duetto comico per soprano, tenore e orchestra (1878)
- Monsieur et Madame Orchestre. Duetto comico per 2 voci, coro e pianoforte (1877-79)
- La Sulamite. Scena lirica per mezzosoprano, coro femminile e orchestra (1884)
- Duo de l'ouvreuse de l'Opéra Comique et l'employé du Bon Marché (1888)
- À la musique per soprano, coro femminile e orchestra (piano) (1890, parole di Rostand)

## Pezzi di altri basati su Chabrier
- Il sonetto di Verlaine À Emmanuel Chabrier (pubblicato in Amour, 1888) scritto subito dopo la prima esecuzione di Le roi malgré lui è un omaggio alla loro amicizia.
- Émile Waldteufel: España - Waltz after Chabrier, Op. 236 (richiami principalmente di España ma anche di un duetto da Une éducation manquée).
- Erik Satie: San Bernardo e Españaña (1913) richiama España (dedicato alla figlia di Claude Debussy, Chouchou [Emma-Claude]).
- Maurice Ravel: A la manière de... Chabrier (1913); L'aria di Siébel dall'atto 3 del Faust di Charles Gounod nello stile di Chabrier.[2]

Il balletto Cotillon (Monte Carlo, 1932) con coreografia di George Balanchine utilizza musiche di Chabrier: "La toilette" è il Menuet pompeux orchestrato da Vittorio Rieti e "Danse des chapeaux", "Les mains du destin" e "Grand rond" sono, rispettivamente, Scherzo-valse, Idylle e Danse villageoise nelle orchestrazioni di Chabrier. La Suite fantasque "Divertissement in five tableaux" (Parigi, 16 gennaio 1948) con coreografia di Jean-Jacques Etchevery, è stato prodotto all'Opéra-Comique (incorpora La bourée Fantasque, presentato per la prima volta nel 1946). Bar aux Folies-Bergère è un balletto in un atto (Londra, 1934) con sceneggiatura e coreografia di Ninette de Valois, disegni di William Chappell ispirati a Manet e musica composta da opere per pianoforte di Chabrier, selezionate e arrangiate da Constant Lambert.